# Teofilo Folengo

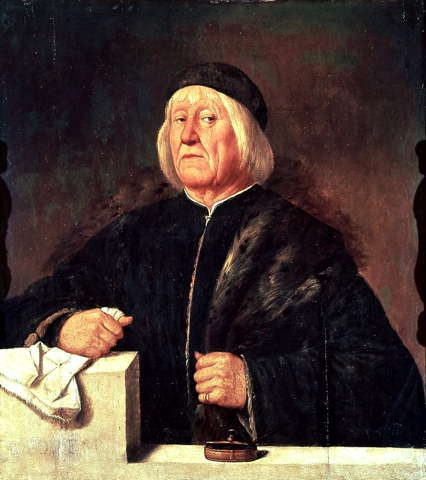
Portrait Folengos von Girolamo Romanino (1484–1566) in den Uffizien

Teofilo Folengo OSB (Pseudonyme Merlin Cocai, Limerno Pitocco; Taufname Girolamo Folengo; * 1491 in Mantua; † 9. Dezember 1544 in Campese, Bassano del Grappa) war einer der Hauptvertreter komisch-burlesker, aber auch religiöser Dichtung der italienischen Renaissance.

## Leben
Folengo war der achte von neun Söhnen des Notars Federico Folengo in Mantua. Er besuchte zeitweise den Schulunterricht eines Priesters in Ferrara und trat 1508 in das Benediktinerkloster Konvent Sant’Eufemia in Brescia als Novize ein. 1509 legte er dort sein Gelübde ab und nahm den Ordensnamen Teofilo an. In den folgenden Jahren gehörte er verschiedenen Abteien im Veneto an, so San Benedetto in Polirone (ab 1512), Santa Giustina in Padua, 1515, nunmehr als Diakon, der Abtei Santa Maria in Pomposa, nach der Weihe zum Priester dann dem Kloster Santa Maria del Monte bei Cesena (seit 1517), anschließend wieder Sant’Eufemia (1520) und dann wieder Pomposa (bis 1522). Während dieser Jahre entwickelte er nach dem Vorbild seines mantovanischen Vorgängers Tifi Odasi († 1492) sein makkaronisches Latein, eine literarische Mischsprache, die er in Anspielung auf das bäuerliche Gericht der Makkaroni als 'macaronesca ars' bezeichnet, und die ihre komischen Effekte dadurch erzielt, dass Wörter aus der italienischen Volkssprache und dem Dialekt des Veneto mit lateinischer Flexion und Prosodie ins Lateinische integriert werden.
Nachdem er in die Abtei San Giovanni in Parma gewechselt war (1522), kam es offenbar zu Konflikten mit seinem Abt Ignazio Squarcialupi. 1524 oder 1525 verließ Folengo das Kloster, ohne aber seinen geistlichen Namen und Habit abzulegen. Er ließ sich in Venedig nieder und trat als Privaterzieher von dessen Sohn in die Dienste des Hauptmanns Camillo Orsini, den er in den folgenden Jahren auch bei einigen seiner militärischen Kampagnen zu begleiten hatte.
Anfang der 1530er Jahre entstand der Wunsch nach Wiederaufnahme in den Orden, was ihm 1534 dann aufgrund der Unterstützung seines Anliegens durch Federico Gonzaga auch gewährt wurde, nach einer dreijährigen Bewährungs- und Bußzeit als Eremit, die er überwiegend in San Pietro in der Bucht Crapolla in Campanien absolvierte.
Nach der Rückkehr in seinen Orden kam er zunächst in das Kloster von Sulzano am Lago d’Iseo. Wiederum mit Unterstützung Gonzagas, der in der Zwischenzeit Vizekönig von Sizilien in Palermo geworden war, kam er dann für einige Jahre in verschiedene Benediktinerkonvente in Sizilien (1538–1542), zunächst in die Abtei San Martino delle Scale oberhalb von Monreale bei Palermo, dann als Prior von Santa Maria delle Ciambre in Borgetto bei Palermo.
1542 kehrte er in seine venetische Heimat zurück in das Kloster Santa Croce in Campese, wo er 1544 während der Arbeit an der vierten Ausgabe seiner makkaronischen Dichtungen verstarb.

## Werke

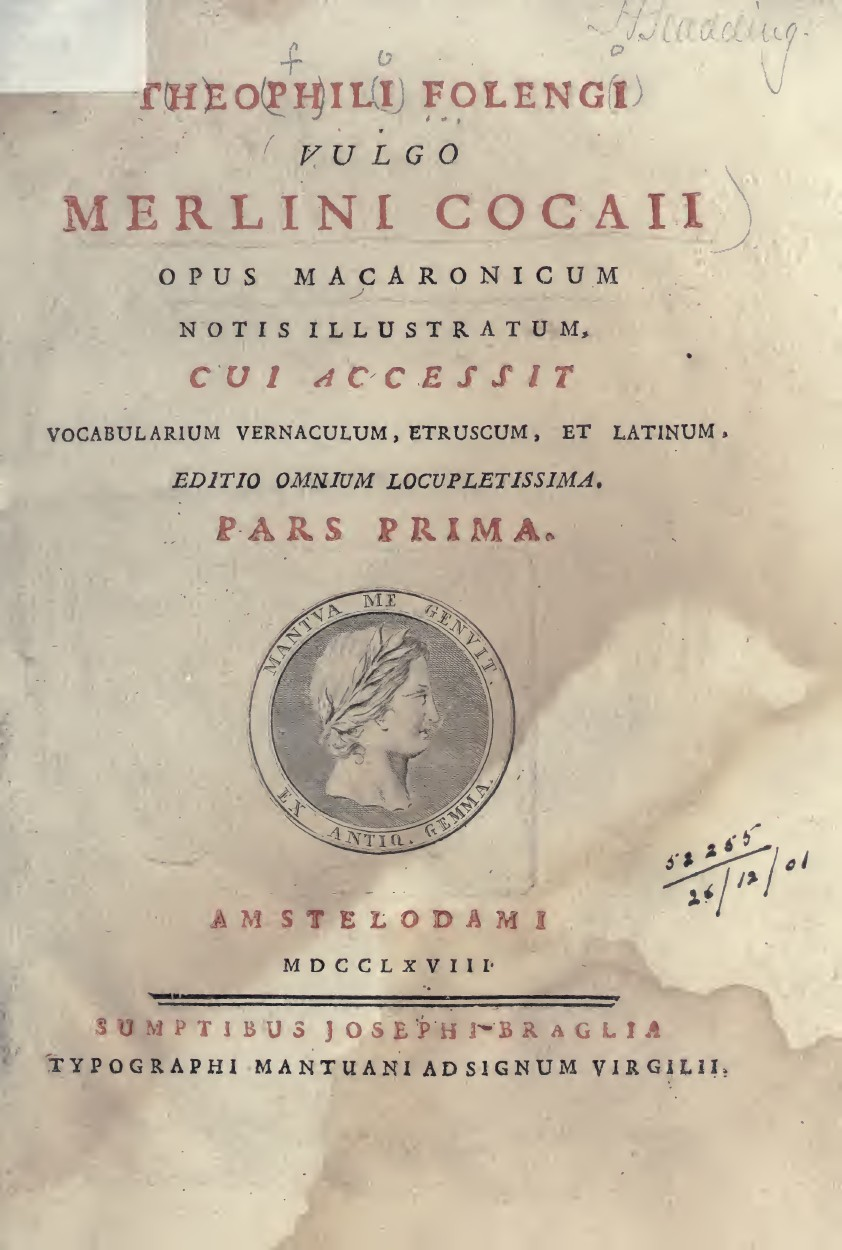
Maccheronee, Amsterdamer Ausgabe von 1768

1517 veröffentlichte Folengo in Venedig unter dem Pseudonym Merlin Cocai und unter dem Titel Libri Macaronices die erste von vier Ausgaben seines Opus macaronicum. Diese enthielt, begleitet von zwei Eklogen, das hexametrische Poem Baldus, eine Mischung aus Heldenepos, Ritterromanze und pikarischem Roman, das in 17 Büchern die grotesk-komischen Abenteuer von Baldus, einem Enkel des französischen Königs und Abkömmling von Karls Paladin Guy de Montauban, in der dörflichen Welt von Cipada bei Mantua erzählt. Eine zweite erweiterte, wieder in Sant’Eufemia entstandene Fassung erschien 1521 in Toscolano unter dem Titel Opus Merlini Cocaii poetae mantuani Macaronicorum, in der der Baldus auf 25 Bücher erweitert war und die parodistische Liebesdichtung Zanitonella sowie die Fabeldichtung Moschaea, über den Kampf zwischen Fliegen und Ameisen, hinzukamen. Eine dritte Fassung (Macaronicorum poema) erschien ohne Datum, wohl Ende der 1530er Jahre, mit dem fiktiven Druckort Cipada, und eine vierte postum 1552 in Venedig (Macaronicorum poemata).
1526 erschien unter dem Pseudonym Limerno Pitocco sein Orlandino, ein burleskes Rittergedicht über die Jugend Rolands in italienischen Stanzen. 1527 veröffentlichte er unter gleichen Pseudonym sein allegorisch-philosophisches Lehrgedicht Il caos di Triperuno, eines der merkwürdigsten Werke der italienischen Literaturgeschichte, in dem der Protagonist „Triperuno“ („drei für einen“) in drei Personen geteilt makkaronisches Latein, klassisches Latein und die italienische Volkssprache spricht und eine parodistisch an Dante anknüpfende Initiationsreise durch drei „Wälder“ besteht, bis er zuletzt in der Begegnung mit Christus vom „Chaos“ seiner Laster und Irrtümer erlöst wird.
1533 erschien in Venedig seine Umanità del Figliuolo di Dio, das erste christliche religiöse Epos in italienischen Stanzen, das das Leben Jesu nach den Evangelien paraphrasiert und zu einem Stilvorbild von Tassos Gerusalemme liberata wurde. Im gleichen Jahr veröffentlichte er auch seine religiösen Dialoge Pomiliones und die Gedichtsammlung Varium poema. Nach 1534 entstand die Hagiomachia, eine Sammlung von achtzehn Märtyrerviten in lateinischen Hexametern.
Im Zeitraum 1538–1542 entstand der Atto della Pinta, ein geistliches Spiel über die Heilsgeschichte von der Erschaffung der Welt bis zur Verkündigung Mariä. Außerdem begann Folengo mit der unvollendet gebliebenen Palermitana, ebenfalls einer Dichtung biblischer Thematik in Terzinen.

## Ausgaben und Übersetzungen
- Ann E. Mullaney (Hrsg.): Teofilo Folengo: Baldo. 2 Bände. Harvard University Press, Cambridge (Massachusetts) 2007–2008, ISBN 978-0-674-02521-9 für Band 1, ISBN 978-0-674-03124-1 für Band 2 (lateinischer Text und englische Übersetzung)
- Ugo Enrico Paoli (Hrsg.): Teofilo Folengo: Il Baldus e le altre opere latine e volgari. Passi scelti e commentati. Le Monnier, Firenze 1941